# Alexej Gusarov
Alexej Vasiljevič Gusarov (rusky Алексей Васильевич Гусаров, * 8. července 1964 Leningrad, SSSR) je bývalý ruský hokejový obránce, který odehrál 607 utkání v NHL a je členem prestižního Triple Gold Clubu.

## Reprezentace
V mládežnických kategoriích reprezentoval Sovětský svaz. S týmem do 18 let získal bronz na juniorském mistrovství Evropy 1982 ve Švédsku. Za výběr do 20 let absolvoval rovněž ve Švédsku mistrovství světa juniorů 1984 (zlato). Na obou zmíněných turnajích byl vyhlášen nejlepším obráncem a zařazen do All star týmu.
Debut v národním týmu si odbyl 9. 4. 1984 v Göteborgu na Švédských hokejových hrách proti Finsku (8:2). Za SSSR absolvoval olympijské hry v Calgary 1988 (zlato), 6× mistrovství světa (1985 v Československu – bronz, 1986 v Sovětském svazu – zlato, 1987 v Rakousku – stříbro, 1989 ve Švédsku – zlato, 1990 ve Švýcarsku – zlato, 1991 ve Finsku – bronz) a tři Kanadské poháry – 1984 (semifinále), 1987 (finále) a 1991 (5. místo).
Na olympijském turnaji v Naganu 1998 reprezentoval Rusko a získal stříbro.

### Reprezentační statistiky
| 1982                 | SSSR 18              | ME 18                | 5  | 1 | 1  | 2  | 6  |
| 1984                 | SSSR 20              | MS 20                | 7  | 4 | 5  | 9  | 8  |
| 1984                 | SSSR                 | KP                   | 2  | 0 | 0  | 0  | 4  |
| 1985                 | SSSR                 | MS                   | 10 | 2 | 1  | 3  | 6  |
| 1986                 | SSSR                 | MS                   | 9  | 1 | 2  | 3  | 8  |
| 1987                 | SSSR                 | MS                   | 10 | 1 | 2  | 3  | 8  |
| 1987                 | SSSR                 | KP                   | 6  | 1 | 1  | 2  | 6  |
| 1988                 | SSSR                 | OH                   | 8  | 1 | 3  | 4  | 6  |
| 1989                 | SSSR                 | MS                   | 9  | 2 | 1  | 3  | 2  |
| 1990                 | SSSR                 | MS                   | 10 | 1 | 3  | 4  | 6  |
| 1991                 | SSSR                 | MS                   | 10 | 1 | 4  | 5  | 2  |
| 1991                 | SSSR                 | KP                   | 5  | 0 | 2  | 2  | 0  |
| 1998                 | Rusko                | OH                   | 6  | 0 | 1  | 1  | 8  |
| Mistrovství světa 6× | Mistrovství světa 6× | Mistrovství světa 6× | 58 | 8 | 13 | 21 | 32 |
| Olympijské hry 2×    | Olympijské hry 2×    | Olympijské hry 2×    | 14 | 1 | 4  | 5  | 14 |
| Kanadský pohár 3×    | Kanadský pohár 3×    | Kanadský pohár 3×    | 13 | 1 | 3  | 4  | 10 |

## Kariéra
Gusarov je odchovancem klubu SKA Leningrad. Za mateřský klub nastupoval v sovětské lize v letech 1981–1984. V roce 1984 přestoupil do HC CSKA Moskva, s tímto celkem pětkrát vyhrál ligový titul. V průběhu sezony 1990/91 klub opustil a vydal se do NHL.
Kariéru v zámoří započal v klubu Quebec Nordiques, který jej v roce 1989 draftoval. V roce 1995 se mužstvo přestěhovalo do Denveru, kde působí jako Colorado Avalanche. V sezoně 1995/96 získal tým Stanleyův pohár. Z Colorada přestoupil v ročníku 2000/01, kdy byl vyměněn za 5. volbu v draftu do New York Rangers. Ještě v průběhu sezony jej Rangers v jiné transakci postoupili do St. Louis Blues za Petera Smreka. V létě 2001 ukončil Gusarov kariéru.

## Statistika
- Debut v NHL (a zároveň první bod) – 15. prosince 1990 (QUEBEC NORDIQUES – New York Islanders)
- První gól v NHL – 7. února 1991 (QUEBEC NORDIQUES – Montreal Canadiens)

| Sezona                 | Klub               | Soutěž     | Základní část | Základní část | Základní část | Základní část | Základní část | Play off | Play off | Play off | Play off | Play off |
| Sezona                 | Klub               | Soutěž     | Z             | G             | A             | B             | TM            | Z        | G        | A        | B        | TM       |
| ---------------------- | ------------------ | ---------- | ------------- | ------------- | ------------- | ------------- | ------------- | -------- | -------- | -------- | -------- | -------- |
| 1980/81                | VIFK Leningrad     | SSSR3      | 2             | 0             | 0             | 0             | 0             | —        | —        | —        | —        | —        |
| 1981/82                | SKA Leningrad      | SSSR       | 20            | 1             | 2             | 3             | 16            | —        | —        | —        | —        | —        |
|                        | VIFK Leningrad     | SSSR3      | 20            | 0             | 0             | 0             | 8             | —        | —        | —        | —        | —        |
| 1982/83                | SKA Leningrad      | SSSR       | 42            | 2             | 1             | 3             | 32            | —        | —        | —        | —        | —        |
| 1983/84                | SKA Leningrad      | SSSR       | 43            | 2             | 3             | 5             | 32            | —        | —        | —        | —        | —        |
| 1984/85                | CSKA Moskva        | SSSR       | 36            | 3             | 2             | 5             | 26            | —        | —        | —        | —        | —        |
| 1985/86                | CSKA Moskva        | SSSR       | 40            | 3             | 5             | 8             | 30            | —        | —        | —        | —        | —        |
| 1986/87                | CSKA Moskva        | SSSR       | 38            | 4             | 7             | 11            | 24            | —        | —        | —        | —        | —        |
| 1987/88                | CSKA Moskva        | SSSR       | 39            | 3             | 2             | 5             | 28            | —        | —        | —        | —        | —        |
| 1988/89                | CSKA Moskva        | SSSR       | 42            | 5             | 4             | 9             | 37            | —        | —        | —        | —        | —        |
| 1989/90                | CSKA Moskva        | SSSR       | 42            | 4             | 7             | 11            | 42            | —        | —        | —        | —        | —        |
| 1990/91                | CSKA Moskva        | SSSR       | 15            | 0             | 0             | 0             | 12            | —        | —        | —        | —        | —        |
| 1990/91                | Quebec Nordiques   | NHL        | 36            | 3             | 9             | 12            | 12            | —        | —        | —        | —        | —        |
|                        | Halifax Citadels   | AHL        | 2             | 0             | 3             | 3             | 2             | —        | —        | —        | —        | —        |
| 1991/92                | Quebec Nordiques   | NHL        | 68            | 5             | 18            | 23            | 22            | —        | —        | —        | —        | —        |
|                        | Halifax Citadels   | AHL        | 3             | 0             | 0             | 0             | 0             | —        | —        | —        | —        | —        |
| 1992/93                | Quebec Nordiques   | NHL        | 79            | 8             | 22            | 30            | 57            | 5        | 0        | 1        | 1        | 0        |
| 1993/94                | Quebec Nordiques   | NHL        | 76            | 5             | 20            | 25            | 38            | —        | —        | —        | —        | —        |
| 1994/95                | Quebec Nordiques   | NHL        | 14            | 1             | 2             | 3             | 6             | —        | —        | —        | —        | —        |
| 1995/96                | Colorado Avalanche | NHL        | 65            | 5             | 15            | 20            | 56            | 21       | 0        | 9        | 9        | 12       |
| 1996/97                | Colorado Avalanche | NHL        | 58            | 2             | 12            | 14            | 28            | 17       | 0        | 3        | 3        | 14       |
| 1997/98                | Colorado Avalanche | NHL        | 72            | 4             | 10            | 14            | 42            | 7        | 0        | 1        | 1        | 6        |
| 1998/99                | Colorado Avalanche | NHL        | 54            | 3             | 10            | 13            | 24            | 5        | 0        | 0        | 0        | 2        |
| 1999/00                | Colorado Avalanche | NHL        | 34            | 2             | 2             | 4             | 10            | —        | —        | —        | —        | —        |
| 2000/01                | Colorado Avalanche | NHL        | 9             | 0             | 1             | 1             | 6             | —        | —        | —        | —        | —        |
|                        | New York Rangers   | NHL        | 26            | 1             | 3             | 4             | 6             | —        | —        | —        | —        | —        |
|                        | St. Louis Blues    | NHL        | 16            | 0             | 4             | 4             | 6             | 13       | 0        | 0        | 0        | 4        |
| Celkem NHL             | Celkem NHL         | Celkem NHL | 607           | 39            | 128           | 167           | 313           | 68       | 0        | 14       | 14       | 38       |
| Konec hokejové kariéry |                    |            |               |               |               |               |               |          |          |          |          |          |

## Funkcionářská a trenérská kariéra
V letech 2011–2014 pracoval jako asistent generálního manažera v mateřském SKA Petrohrad (do roku 1991 Leningrad). V období 2014–17 byl asistentem trenéra v HK Soči. Oba kluby hrají KHL.
Od roku 2018 pracuje jako skaut pro Colorado Avakanche.